# Custotychus daggyi
Custotychus daggyi är en skalbaggsart som först beskrevs av Park 1949.  Custotychus daggyi ingår i släktet Custotychus och familjen kortvingar. Inga underarter finns listade i Catalogue of Life.